# كارل الثامن
كارل الثامن (السويدية : Karl ؛ ق..1408- 15 مايو 1470 )؛ أو كارل كنوتصن المعروف في الوقت نفسه باسم كارل الثاني، ويسمى بـ كارل الأول في السياق النرويجي، كان ملك السويد (1448-1457 ، 1464-1465 ، 1467-1470)؛ وملك النرويج (1449 - 1450).

## الاسم الملكي
يعتبر كارل الثامن ثاني ملك سويدي يحمل اسم كارل بعد الملك كارل سفيركرصن، بحيث اعتبر اسم كارل الثامن هو اختراع بعد وفاته، يُعد تنازليًا من أحد أخلافه كارل التاسع (حكم منذ 1604 إلى 1611)؛ الذي تبنى هذه الأرقام وفقًا لتاريخ السويد المزيف، ستة الآخرين الذين حملوا الاسم قبل كارل سفيركرصن غير معروفة لأي مصادر قبل كتاب يوهانس ماغنوس في القرن السادس عشر، الذي اعتبر شخصية التوراتية ماغوغ بن يافث هو أول ملوك السويد، وأيضا كان كارل أول ملك سويدي بالاسم يستخدم بالفعل رقمًا ملكيًا مثل كارل الثاني (أعيد ترقيمه لاحقًا بأثر رجعي الثامن)؛ على شاهد قبر زوجته (1451) في فادستينا.

## السيرة الذاتية
ولد كارل كنوتصن في 1408 أو 1409 بقلعة إيخولمن القريبة من أوبسالا، والده هو كنوت توردصن وجده تورد بوند واحد من نبلاء السويد في العصور الوسطى، وينتسب إلى عائلة بوند التي ينتمي عليها بعض من الشخصيات الهامة في السويد والدنمارك المعاصرة، في حين جدته رامبورغ نيلصدوتر تنتسب إلى أسرة فاسا بحيث أنها عمة والد غوستاف الأول ملك السويد في المستقبل، وإما والدته مارغريتا كارلصدوتر.
في عام 1434 أصبح كارل عضواً في مجلس الدولة، وفي أكتوبر من نفس العام عُين كـ اللورد الأعلى كندسطبل السويد، وشارك في الاستياء ضد الملك إريك البوميراني، وبين عامي 1438-41 عين في المنصب الوصي على المملكة، ولكن الملك أجبر على التخلي عن الحكم في 1440 وخلفه ابن شقيقته كريستوفر البافاري، عند تتويج كريستوفر في سبتمبر 1441 ، أُطلق على كارل لقب فارس وعين اللورد الأعلى، وفي أكتوبر استأنف في منصبه كـ لورد الأعلى كندسطبل بعد استقالته من منصب اللورد الأعلى، وحصل على إقطاعيات واسعة على سيبل المثال في غرب فنلندا حصل على قلعة توركو، ولكنه اضطر على التخلي عنها، ومقره الثاني كان قلعة فيبورغ على الحدود الشرقية لفنلندا، حيث احتفظ ببلاط مستقل، دون أي اهتمام لسلطة كريستوفر ومارس سياسته الخارجية الخاصة مع القوى المجاورة مثل الرابطة الهانزية ومدينة نوفغورود الروسية وأراضي الفرسان التوتونيين في ما يعرف اليوم بإستونيا ولاتفيا.

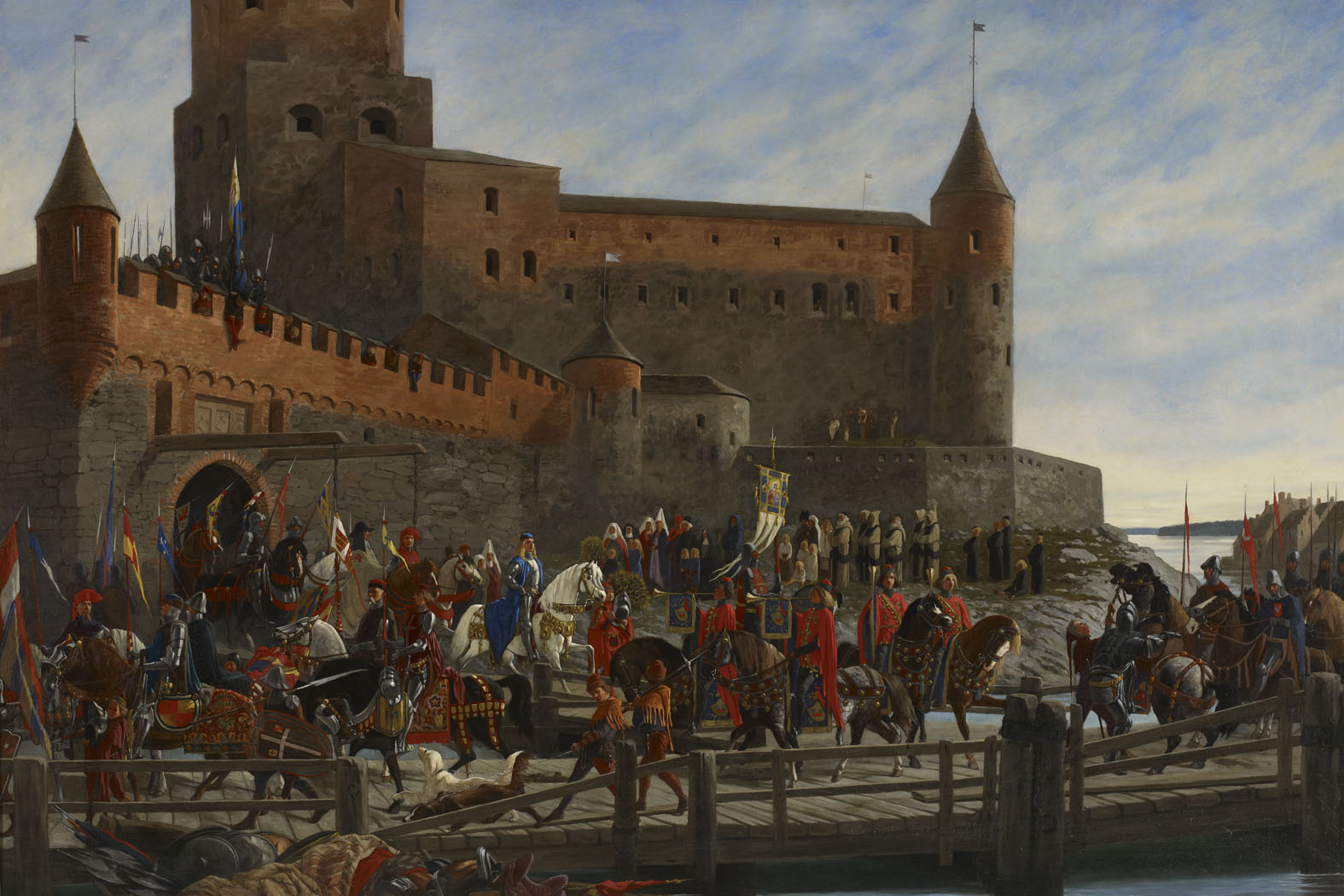
كارل كنوتصن يغادر قلعة فيبورغ في 1448، وذلك لانتخاب الملك الجديد.

## الحكم
عند وفاة كريستوفر في عام 1448 دون وريث، تم انتُخاب كارل كـ ملكًا للسويد في 20 يونيو، وفي 28 يونيو تم الترحيب به كملك جديد في حجر مورا ليس بعيدًا عن أوبسالا ويرجع ذلك في الغالب إلى جيشه. المتواجد في الموقع ضد رغبات الحكام بينغت ونيلز يونسون (من أسرة أوكسنستيرنا)؛ ولكن الدنماركيون قد انتخبوا بالفعل في سبتمبر 1448 كريستيان الأول من أسرة أولدنبورغ الألمانية ملكًا جديدًا لهم، وتبع ذلك تنافس بين كارل وكريستيان على عرش النرويج التي كان يحكمها أيضًا كريستوفر في السابق، حيث حصل كلا الملكين على دعم من فصائل مختلفة في المجلس النرويجي للمملكة، وفي عام 1449 انتخب العديد من أعضاء من المجلس النرويجي كارل ملكاً على النرويج وفي 20 نوفمبر توج بكاتدرائية نيداروس في تروندهايم، ومع ذلك واصل كريستيان أيضًا متابعة مطالبته بالنرويج، كانت الأرستقراطية السويدية مترددة في دعم كارل في حربه ضد الدنمارك على النرويج، وبذلك في يونيو 1450 أُجبر كارل على التخلي عن عرش النرويج لصالح كريستيان.
منذ عام 1451 كانت السويد والدنمارك في حالة حرب ضد بعضهما البعض، وبسبب الحرب المدمرة ظهرت معارضة متزايدة ضد كارل الثامن بين النبلاء في السويد، كان الخصم الأقوى هو الكنيسة السويدية التي عارضت تطلعات كارل حول تركيز نحو السلطة الملكية والعلمانية، في حين كان المعارضون الآخرون هم مجموعة عائلة أوكسنستيرنا وعائلة فاسا، عندما اندلعت الحرب مع الدنمارك مرة أخرى في عام 1455 كان كارل كنوتصن نجاحاً في البداية على مقاومة الدنماركيين، ولكن مع وفاة قائده ابن عمه تورد كارلسون في مايو 1456 بدأ كريستيان الأول في السيطرة، وفي الوقت نفسه نما الاستياء داخل البلاد نتيجة لفروض الحرب، وفي أوائل 1457 اعتبر رئيس الأساقفة أن الوقت المناسب للتمرد، وعندما حاول ملاقاته ولكن فجاه في الطريق وتمكن من الهروب بصعوبة نحو ستوكهولم، وعندما تيقن أن المدينة غير آمن، ولم يتلقى أي دعم، أُبحر إلى دانزيغ في فبراير من نفس العام ، حيث مكث بعد ذلك حتى عام 1464، تم تتويج كريستيان الأول في 29 يونيو 1457 في أوبسالا.

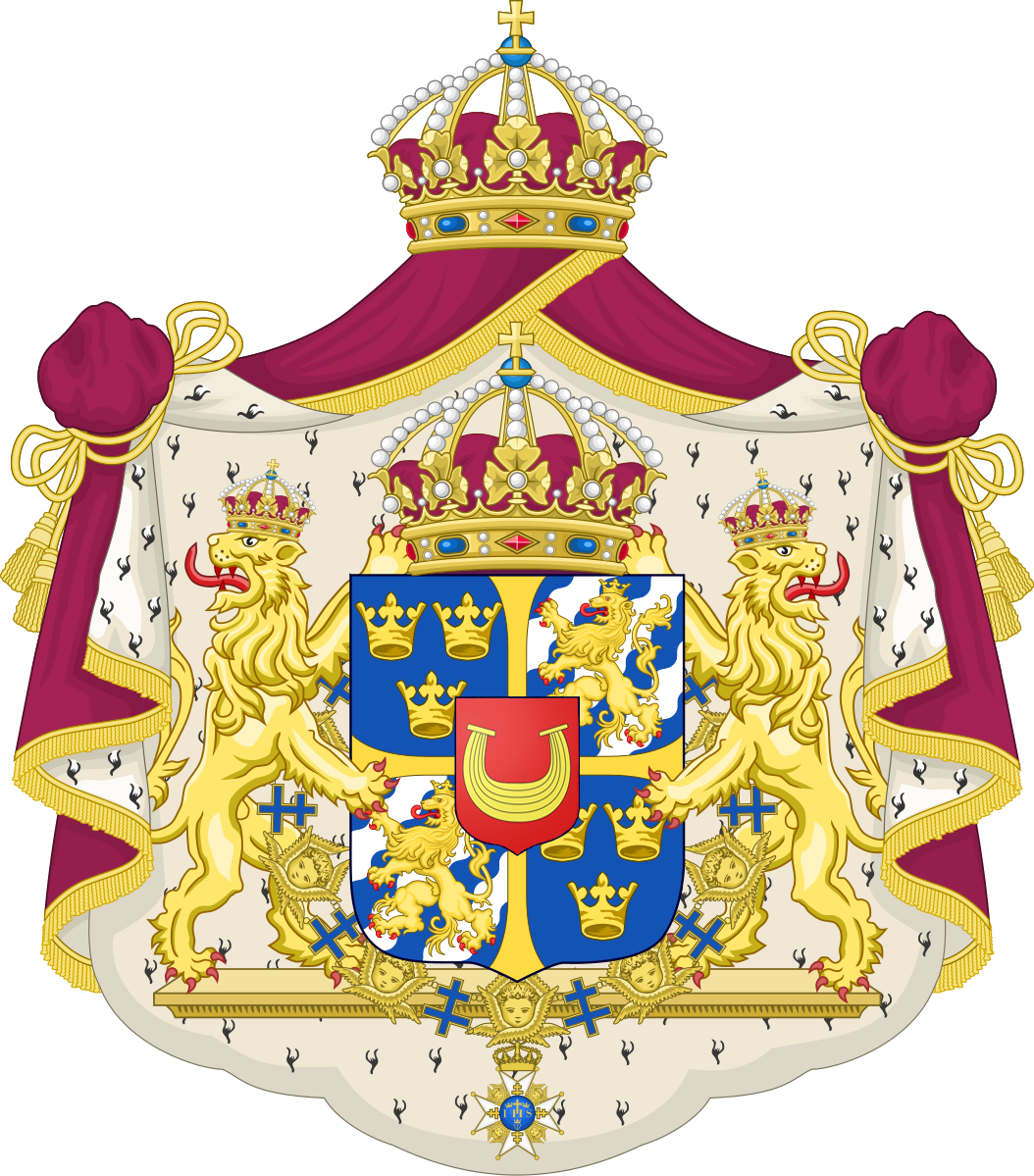
شعار الملك كارل الثامن

في عام 1463 تنازع الملك كريستيان مع رئيس الأساقفة بسبب سياساته الضريبية بعد شرائه دوقية شلسفيغ وهولشتاين بحيث أصبح مثقلاً بالديون، قام كريستيان بحبس رئيس الأساقفة مما أدى إلى تمرد من قبل أقاربه، مما أدى إلى تجريد كريستيان من منصبه في السويد، وفي 1464 تم استدعاء كارل من قبل المتمردين وبحيث عاد على رأس قوة من المرتزقة الألمان والبولنديين، وعند وصوله إلى السويد وجد نفسه في حالة حرب مع رئيس الأساقفة وبعد معركتين دمويتين في شتاء 1464-1465 نُفي كارل مرة أخرى، هذه المرة تم حكم البلاد من قبل حكام الأساقفة كيتيل كارلصن فاسا ويونس بنغتصن أوكسنستيرنا ثم تلاهم إريك أكسلصن توت الذي قام بإعادته في 1467 واستمر كارل الثامن في الحكم لمدة ثلاثة سنوات حتى 1470.
توفي كارل الثامن في 15 مايو 1470 في قلعة ستوكهولم، تاركاً خلفه العديد من البنات، ولم ينجب كارل إلا ابنًا واحدًا وُلد من إحدى عشيقاته التي تزوجها وهو على فراش الموت، على الرغم من الاعتراف بها كملكة، إلا أن المجلس الأعلى للدولة لم يسمح للفتى تم منحه شرعية فجأة لخلافته، لكنها عينت أحد أقربائه خلفاً له ستين ستوره الأكبر (الذي كان ابن شقيقته)؛ كوصي.